# マグナムリサーチ

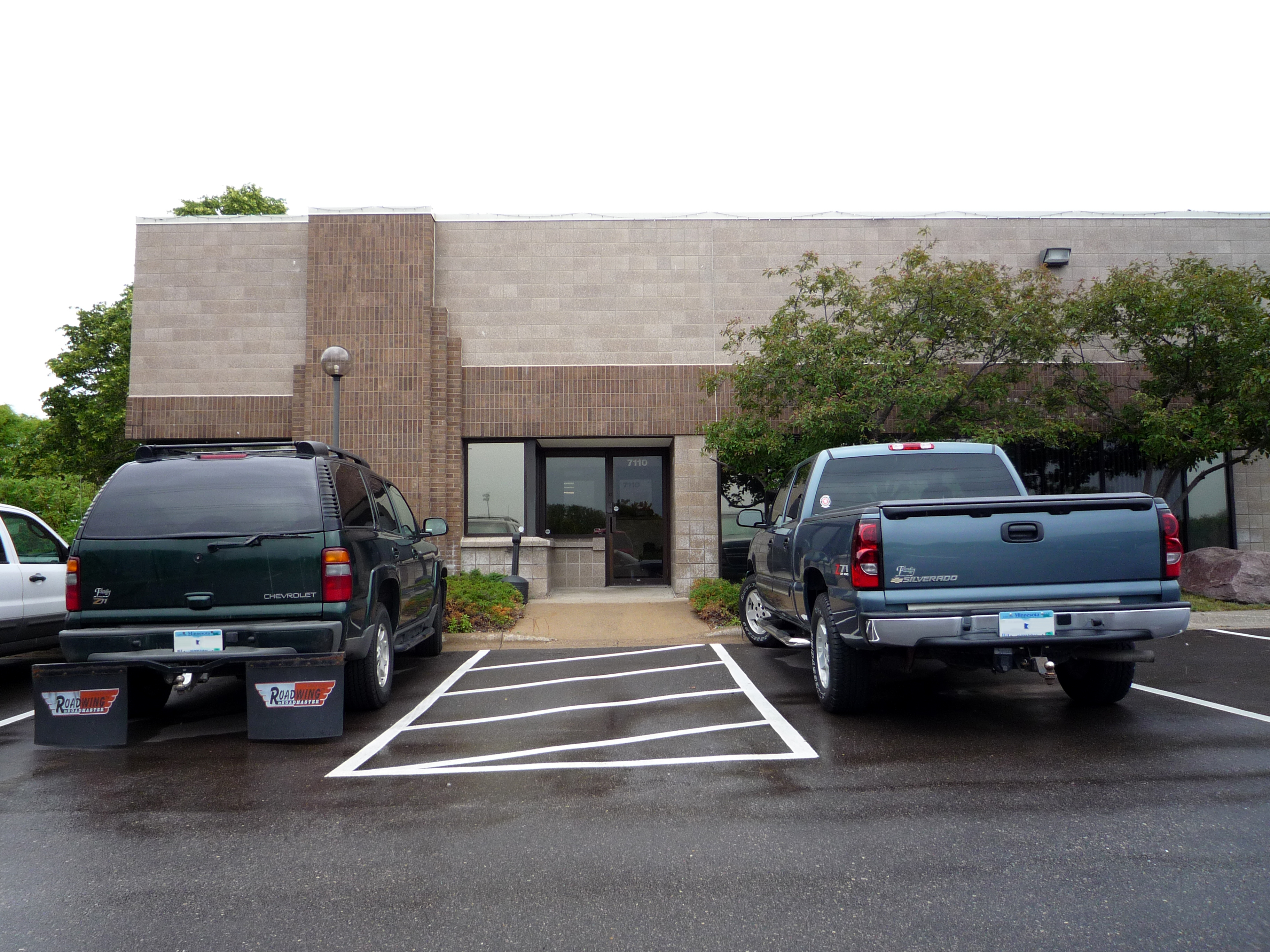
フリドリーのマグナムリサーチ本社。社名は表示されていない。

マグナムリサーチ Inc. (MRI) はアメリカのミネソタ州フリドリーを拠点とし、小火器の製造、販売を行っていた非上場企業である。
1979年の会社設立時から、ジム・スキルダム(代表取締役社長)、リスダール・アドバタイジングエージェンシーのジョン・リズダル(役員、COO)が主要株主となっている。
2010年6月、小型拳銃を製造するアメリカ系企業のカーアームズがマグナムリサーチを買収することを発表した。
企業標語は、"Feel the Power"。

## 製品
MRIは、デザートイーグルの設計と開発で有名。  設計は数回にわたり改良され、製造契約とライセンスをメイン州のソコーにあるソコー・ディフェンス社に切り替える。1995年まではイスラエル・ミリタリー・インダストリーズも製造していた。 1999年にはマグナムリサーチ BFRの中でも極めて強力なタイプである「BFR45-70（通称：マキシン）」を発表。拳銃でありながらライフル弾を撃てるという特徴から、当時としては「世界最強のハンドガン」としての名をほしいままにしている。
2000年には、製造を切り替えて、後にイスラエル・ウェポン・インダストリーズへと再編されるIMIに戻す。2009年以降、デザートイーグルはアメリカ国内のみを対象として、ミネソタ州のMRIピラガー工場で生産されることとなる。デザートイーグルを開発したMRIはソコー、IMI/IWIの両社に対し、デザートイーグルの特許、著作権、商標など全ての知的財産権の遵守を徹底した。
マグナムリサーチは2008年まで、IMI/IWIから ジェリコ941 シリーズの拳銃をベビーイーグルの名称で輸入しており、2011年からは、このモデルはベビーイーグルIIの名称で輸入を再開している。現在、ベビーイーグルという名称は、ストライカー方式を採用するポリマーフレーム拳銃の新シリーズに使われている。過去にはIMI社の IMI バラクSP-21 拳銃も輸入していたが、現在は行われていない。他の製品には、シングルアクションのマグナムリボルバーシリーズBFR、ライフルのマウンテンイーグル、ライフルのマグナムライト、マイクロデザートイーグルなどがある。
MRIでは銃のカスタムサービスも行っており、また窒化チタンコートによる芸術的な模様とデザインの銃を得意とする。

### 現在の製品

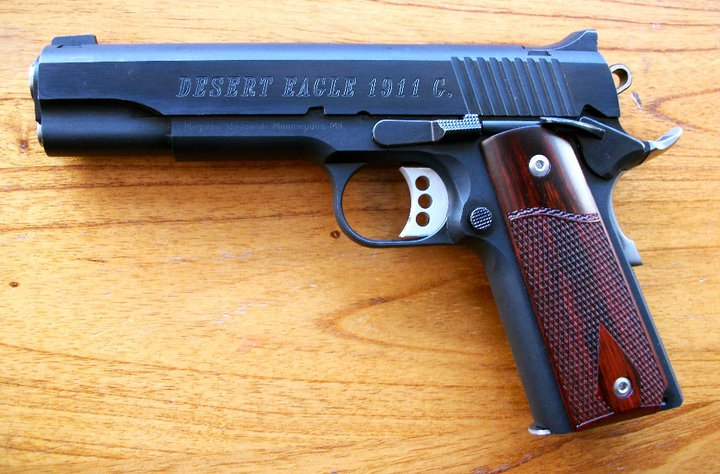
マグナムリサーチ デザートイーグル 1911G

- マグナムリサーチ DE1911G、DE1911C、 DE1911U [8]
- デザートイーグル (Mark VII ピストル, Mark XIX ピストル)
- マグナムライト (リムファイアライフル)
- マグナムリサーチ BFR (大型フレームのリボルバー)
- マイクロデザートイーグル (.380ACP弾)
- MR イーグルシリーズの拳銃
- マウンテンイーグル (センターファイアのライフル)
- ニューベビーイーグル "ファストアクション"
- デザートイーグル1911 (.45ACP)
- ベビーイーグルII
- マイクロ・デザートイーグル

### 取り扱い終了の製品
- オリジナル ベビーイーグル (9mm、.40S&W弾、.45ACP)
- ローンイーグル (ライフル弾用の単発式、センターファイア拳銃)
- マグナムリサーチ SP-21
- マウンテンイーグルピストル (.22 LR)
- MR9/MR40 イーグル (ワルサー社からフレームを供給された、ワルサー P99 バージョン)